# Lunga Point

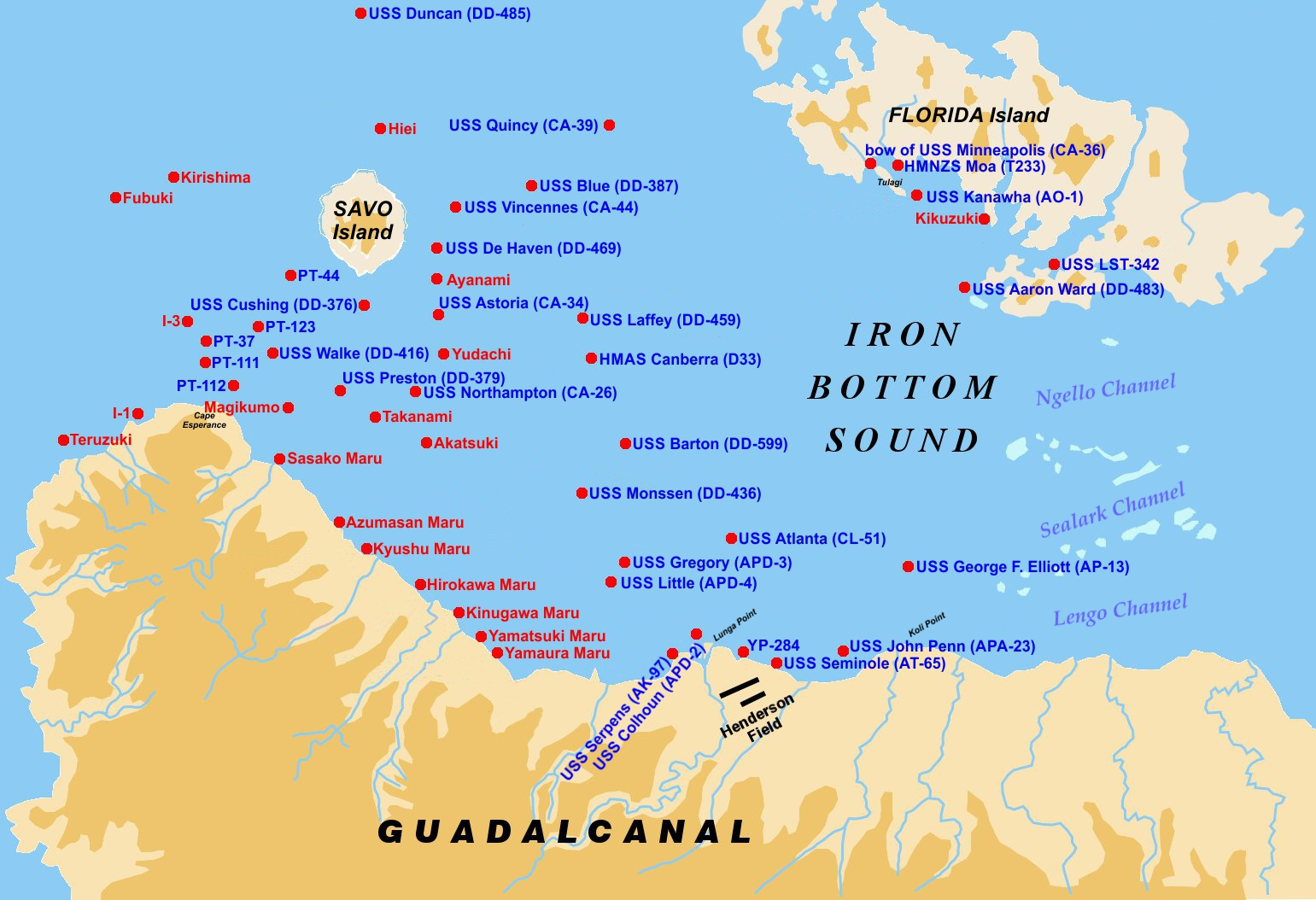
Ironbottom Sound, wyspy i otaczające je wody

Lunga Point to cypel na północnym wybrzeżu Guadalcanalu, miejsce bitwy morskiej z czasów II wojny światowej. Była to również nazwa pobliskiego lotniska, później nazwanego Henderson Field. USS „Lunga Point” był amerykańskim lotniskowcem eskortowym służącym w US Navy w trakcie II wojny światowej.
7 sierpnia 1942 r. 11 tys. Marines wylądowało na Lunga Point w celu przejęcia lotniska zbudowanego przez japońską Cesarską Marynarkę Wojenną, co rozpoczęło kampanię na Guadalcanalu.